# Stylobasium
Stylobasium, biljni rod iz porodice Surianaceae kojemu pripadaju dvije priznate endemske vrste kserofitskih grmova iz Sjevernog terotorija, Zapadne Australije i Queenslanda.
Tipična je S. spathulatum.

## Vrste
1. Stylobasium lineare Nees
2. Stylobasium spathulatum Desf.